# Džátové
Džátové (hindsky जाट, Jāṭ; paňdžábsky ਜੱਟ, Jaṭṭ), někdy psáni jako Džatové, občas též Zuttové, jsou etnická skupina indoárijského původu, jejíž domovinou jsou indické oblasti Harijány, Himáčalpradéše, Paňdžábu, Džammú, Uttarákhandu, Uttarpradéše a Rádžastánu.

## Původ a dějiny
Podle nejstarších zmínek o Džátech bylo sídlo tohoto etnika někdy v 5. století v Sindhu, odkud je Bahrám V. nechal přesídlit do oblastí jižního Iráku. V 7. století se o Džátech zmiňuje čínský poutník Süan-cang (aniž by je však jmenoval):
| „                                                             | Při řece Sindhu se v zamokřených nížinách táhnoucích se přes několik tisíc li usadilo několik set tisíc rodin, které si zde zřídily své domovy. Tito lidé jsou tvrdých a vznětlivých povah a jedinou jejich činností je zabíjení. Živí se toliko chovem dobytka a nemají nad sebou pána. Ať muži či ženy, nevyskytují se mezi nimi ani boháči, ani chuďasové. [...] | “ |
| — Süan-cang, Zápisky o Západních krajinách za Velkých Tchangů | |   |

V 8. století se o Džátech zmiňují arabské prameny, kde vystupují pod jménem Zutt. Stejně jako ve spisech Süan-canga, i v arabských pramenech jsou Džátové představováni jako lupiči a piráti. Lupičství a zlodějina v oblasti Sindhu pak byly jedním z nejvýznamnějších důvodů, proč tam umajjovská armáda pod vedením Muhammada ibn Kásima počátkem 8. století vtrhla.
V následujících staletích Džátové postupně migrovali na severovýchod, až se časem usídlili v oblastech jižně od Dillí a v okolí Ágry. Džátové byli z nemalé části hinduisté, avšak princip hinduistického hierarchického systému (kastovní systém) byl jen těžko slučitelný s jejich svobodomyslným přesvědčením o rovnosti. Džátové proto postupně přecházeli k islámu; v 17. a 18. století značná část paňdžábských Džátů přešla k sikhismu. Právě tehdy byla díky Džátům do komunity Sikhů zanesena ona bojovnost, která se brzy stala pro Sikhy typická.
V době Mughalské říše vedli Džátové spolu se sikhy odboj proti Mughalům. Jeden z vrcholů odboje nastal za Čurámana (1695–1721), který obratným politickým kličkováním i silou meče účinně vzdoroval náporům mughalské moci a pokusům o podmanění Džátů. Po jeho smrti sice nastalo krátké období, kdy Mughalové dobyli tehdejší hlavní džátskou pevnost ve Thúnu, avšak Čurámanův syn Badan Sinh dokázal nabýt ještě větší moci než jeho otec a s vystavením čtyř rozsáhlých pevností položil základ džátského státu. Největší z nich, Bharatpur, se stala jeho hlavní sídlem. Roku 1752 přijal tituly rádža a mahéndra, které mu udělil sám mughalský císař Ahmad Šáh Bahádur.
Během vlády Badan Sinha a jeho syna Súradže Mála dosáhli Džátové mocenského i kulturního vrcholu. V druhé polovině 18. století dochází k úpadku džátského státu, který vyvrcholil roku 1805. Toho roku podepsal Radžít Singh za Džáty smlouvu s Britskou východoindickou společností, podle které se džácký stát stal jedním z knížecích států.

## Demografie
Džátové dnes žijí hlavně v Pákistánu a severozápadní Indii. Počátkem 21. století Džátové tvořili zhruba 20 % obyvatel Paňdžábu a takřka 10 % obyvatelstva Balúčistánu, Rádžastánu a Dillí.